# Триньо
Три́ньо (итал. Trigno, лат. Trinius) — река в Италии.
Берёт начало у горы Капраро (Апеннины), недалеко от Вастоджирарди в регионе Молизе, провинции Изерния, на высоте около 1290 м над уровнем моря.
Длина 85 км. Площадь водосборного бассейна — 1200 км². Течёт 35 км по территории области Молизе и примерно 45 км — области Абруцци, образуя на большей части своей длины границу между ними. В Триньо впадает до 30 речек и ручьев.
В начальном отрезке течение спокойное, плавное, а вблизи Кьяучи стремительное, между Песколанчано и Кьяучи имеется каскад высотой 60 метров, после которого, течение вновь спокойное. Общая площадь бассейна составляет около 1200 км² из него 40 % в провинции Изерния, 32 % — в провинции Кьети и 28 % — в провинции Кампобассо.
Впадает в Адриатическое море, устье находится между городами Васто и Термоли.